# Khalid al-Turais
Khalid Saleh al-Turais (* 30. April 1987) ist ein saudi-arabischer Fußballschiedsrichter. Seit 2016 steht er als dieser auf der FIFA-Schiedsrichterliste sowie seit 2023 zudem noch als Video-Assistent.

## Karriere

### Klubmannschaften
Ab September 2014, leitete er seine ersten bekannten Partien in der Saudi Professional League. Im Februar 2020 kam er im Rahmen von einem Qualifikationsspiel zum AFC Cup 2020, auch zu seinem ersten bekannten Spiel auf internationaler Klubebene. Ein paar Jahre später im September 2022, leitete er dann auch ein Viertelfinale dieses Wettbewerbs. Im April desselben Jahres, kam er dann auch zu seinen ersten Einsätzen in der AFC Champions League.
Nebst dem hatte er auch noch am 27. Mai 2023, ein Gastspiel im Playoff der tunesischen ersten Liga, bei einem Spiel zwischen CS Sfax und Étoile Sportive du Sahel.

### Nationalmannschaften
Sein erstes bekanntes Spiel zwischen Nationalmannschaft, war am 16. Oktober 2018 ein Freundschaftsspiel zwischen Bahrain und Myanmar.
Erste Erfahrungen bei einem bekannten Turnier, sammelte er bei der U-23-Asienmeisterschaft 2022, wo er ein Gruppenspiel leitete. Später übernahm er auch noch bei einem Gruppenspiel der Asienspiele 2022 die Führung. Am Ende des Jahres war er zudem noch bei der U-17-Weltmeisterschaft 2023 als Videoschiedsrichter für die Delegationen der AFC aktiv.
Bei der Asienmeisterschaft 2024, wird er ein Team bestehend aus den Assistenten Khalaf al-Shammari und Yasir al-Sultan leiten, welche er sich mit Mohammed al-Hoish, teilt.